# Chlorospatha lehmannii
Chlorospatha lehmannii là một loài thực vật có hoa trong họ Ráy (Araceae). Loài này được (Engl.) Madison mô tả khoa học đầu tiên năm 1981.